# Cissus macrobotrys
Cissus macrobotrys är en vinväxtart som beskrevs av Porphir Kiril Nicolai Stepanowitsch Turczaninow. Cissus macrobotrys ingår i släktet Cissus och familjen vinväxter. Inga underarter finns listade i Catalogue of Life.